# Archeolarca rotunda
Archeolarca rotunda är en spindeldjursart som beskrevs av Clarence Clayton Hoff och Clawson 1952. Archeolarca rotunda ingår i släktet Archeolarca och familjen Larcidae. Inga underarter finns listade i Catalogue of Life.